# Phalaenopsis parishii
Phalaenopsis parishii är en orkidéart som beskrevs av Heinrich Gustav Reichenbach. Phalaenopsis parishii ingår i släktet Phalaenopsis och familjen orkidéer. Inga underarter finns listade i Catalogue of Life.

## Bildgalleri

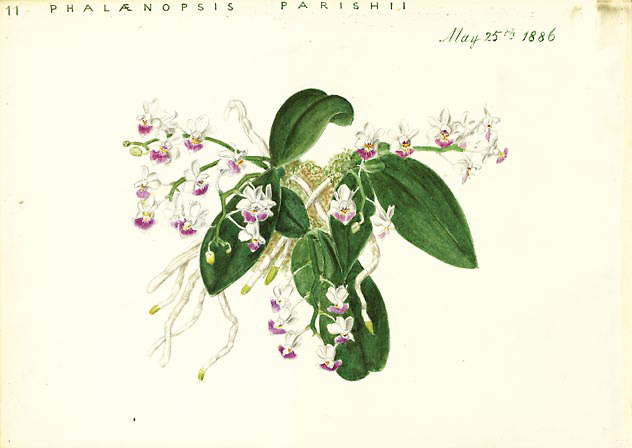
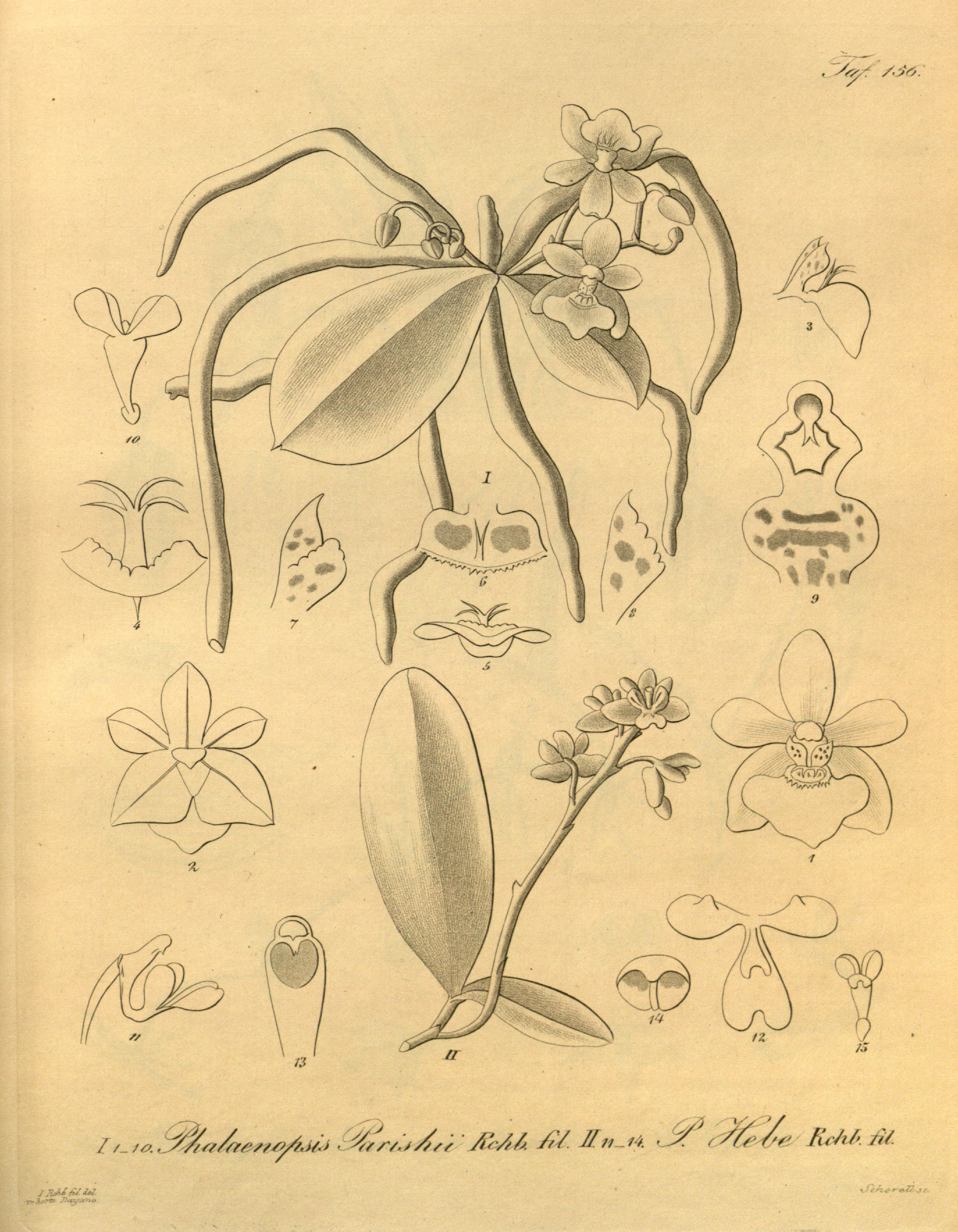
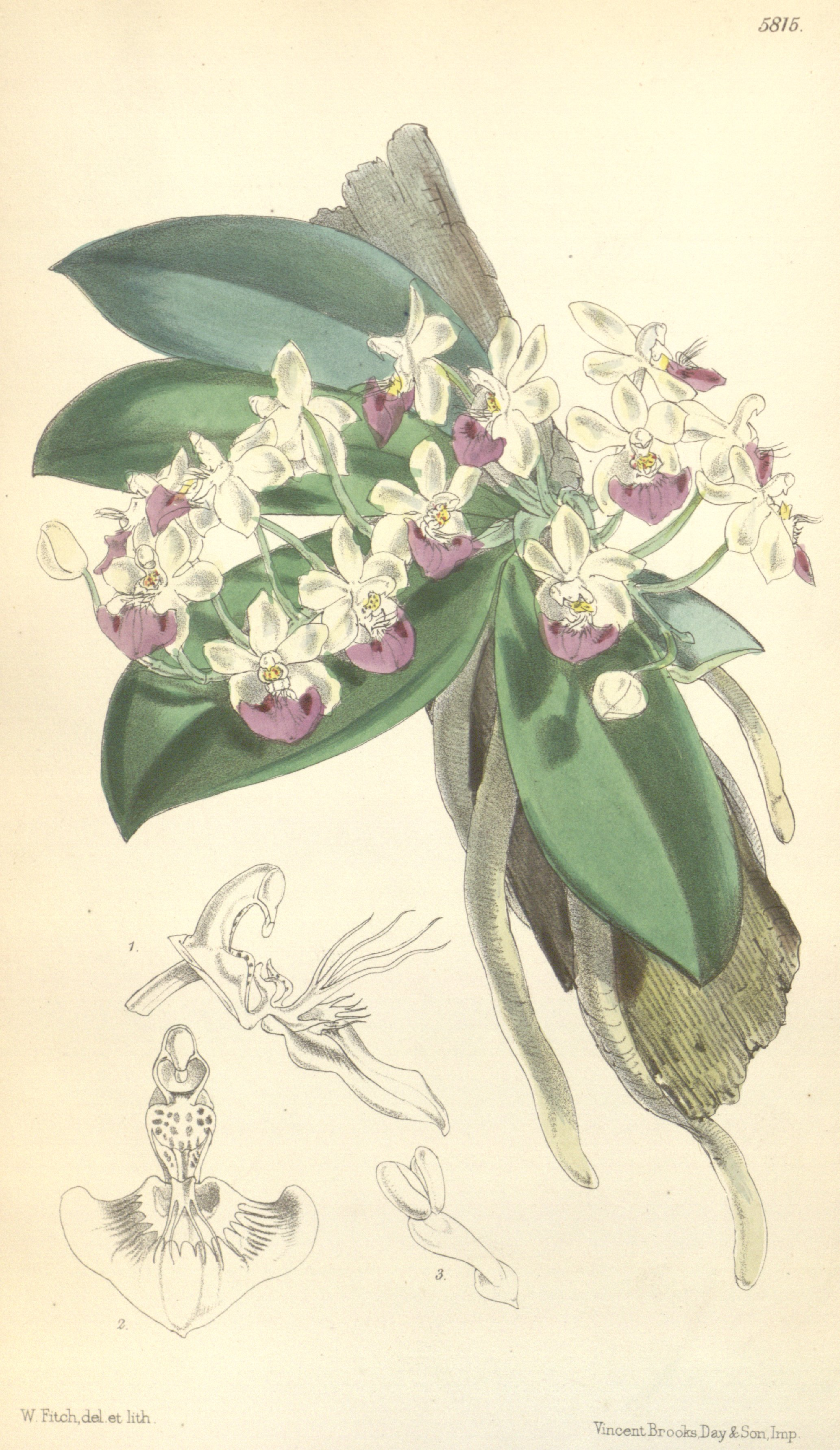
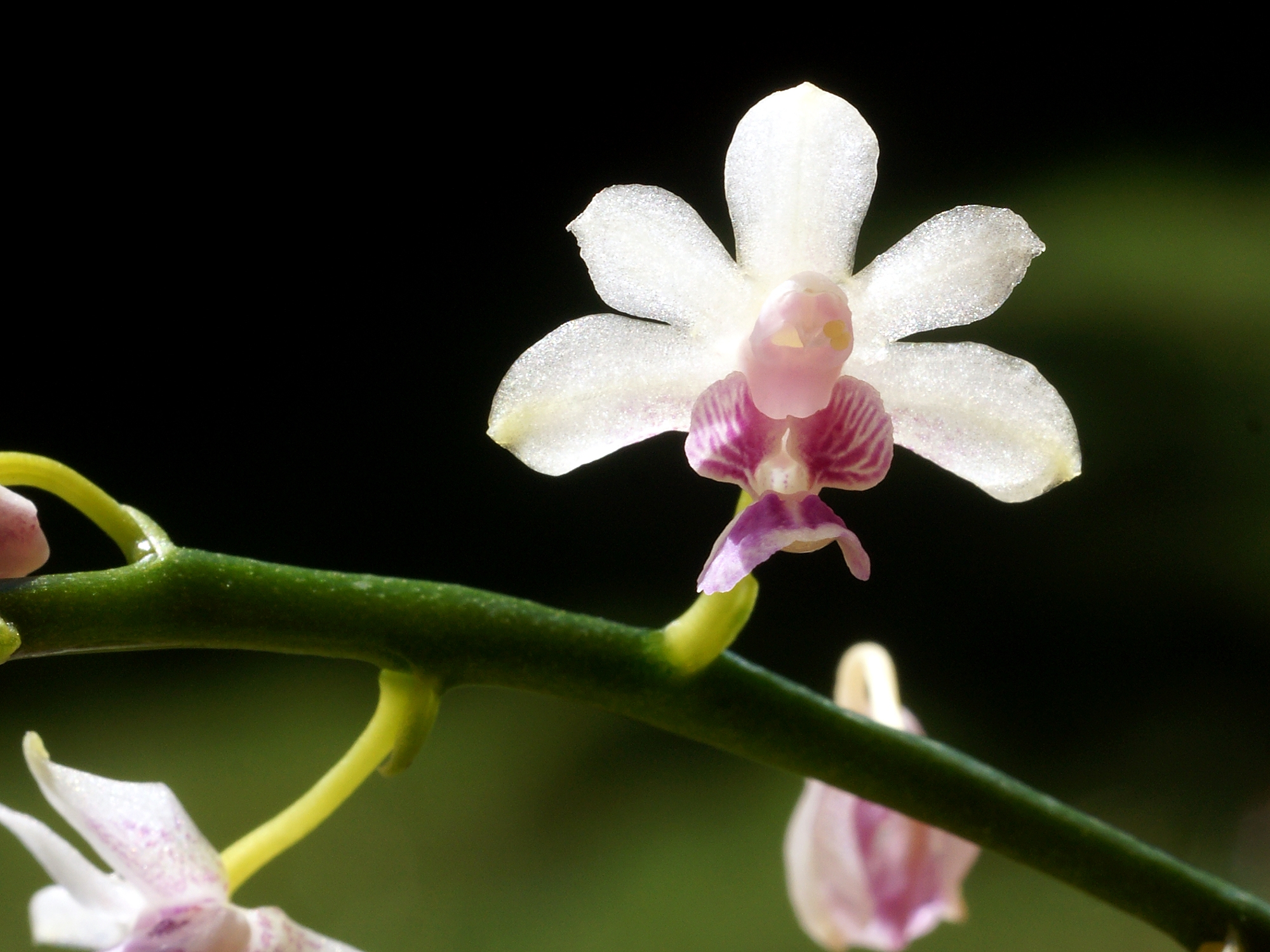
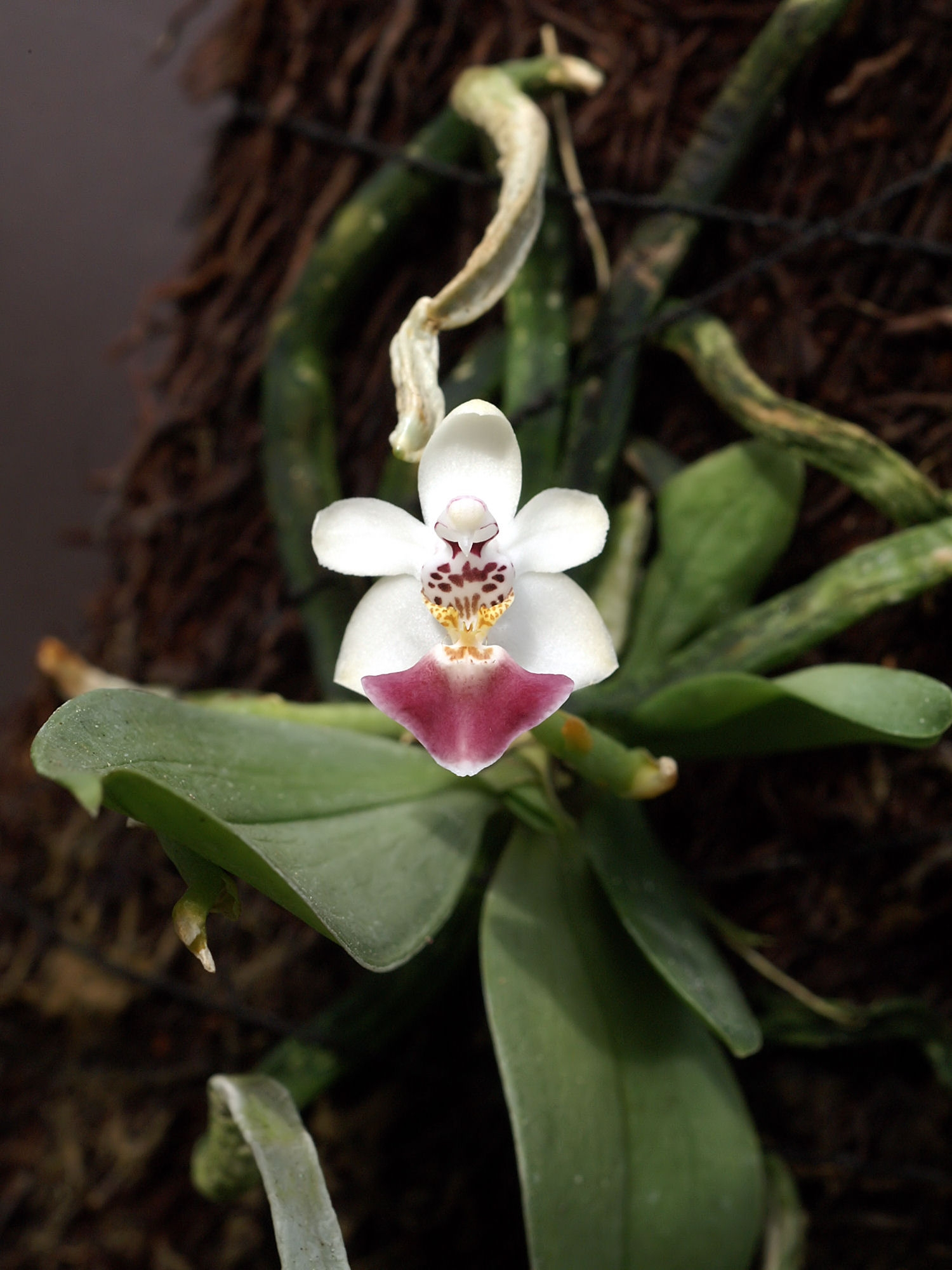
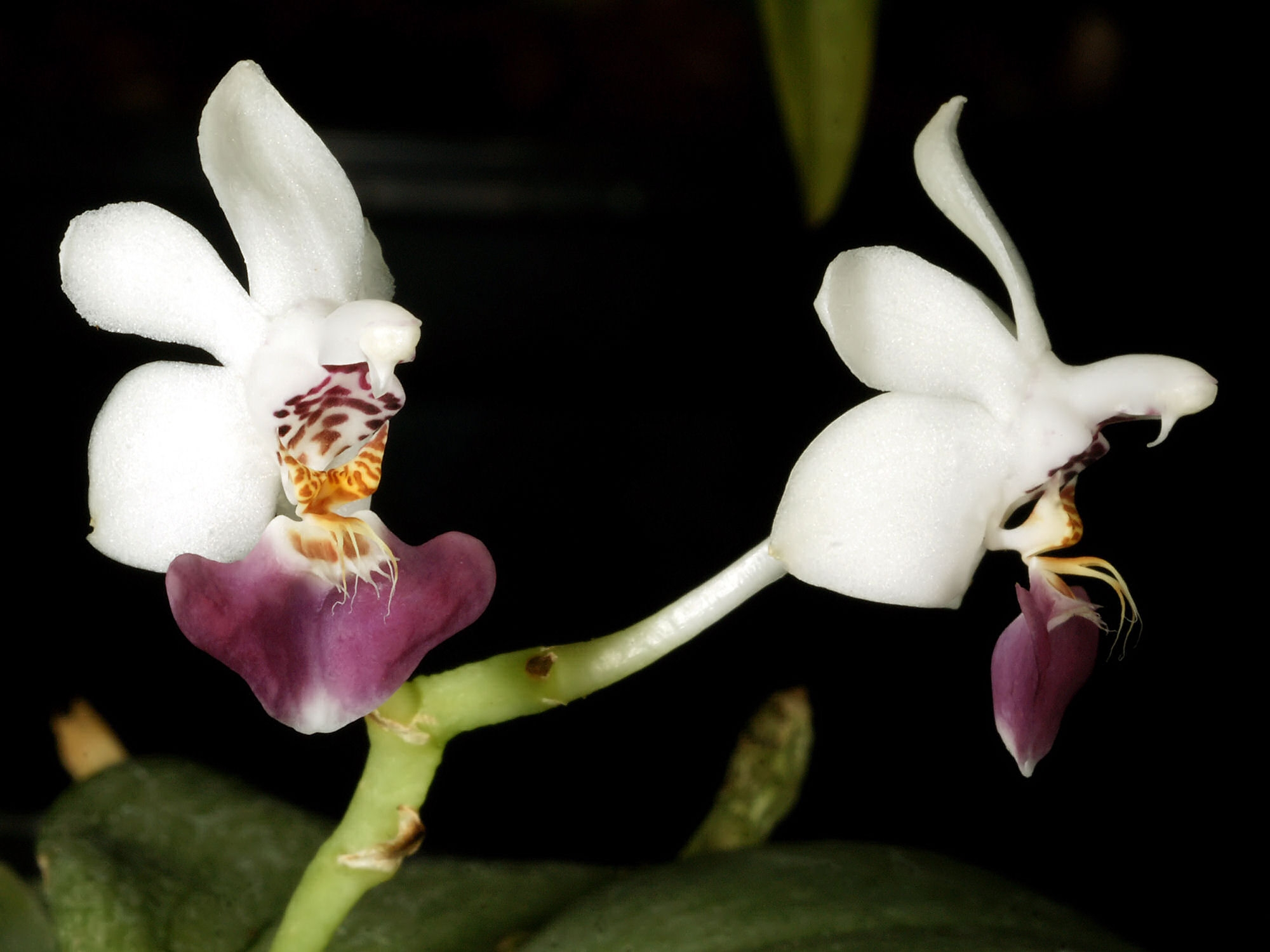